# Narathura halma
Narathura halma är en fjärilsart som beskrevs av Evans 1957. Narathura halma ingår i släktet Narathura och familjen juvelvingar. Inga underarter finns listade i Catalogue of Life.